# 谷本肇
谷本 肇（たにもと ただし、1964年6月30日 - ）は、日本の起業家である。

## 人物
大阪府出身。慶應義塾大学文学部卒業（英米文学専攻）。慶應義塾大学大学院経営管理研究科（慶應ビジネススクール）MBA。ペンシルバニア大学ウォートンスクール交換留学生 (Class of 1989)。
- リアルコム株式会社創業者兼（元）代表取締役社長兼CEO。
- アントレプレナー・オブ・ザ・イヤー (EOY) 2005ファイナリスト選出。経済産業省 Vivid Software Vision研究会委員。
- 2014年6月7日に北米最高峰、デナリに登頂
- MENSA会員

## 経歴
- 1989年 ブーズ・アレン・ハミルトン入社。
- 1994年 シリコンバレーに渡り、ハイテク・バイオ分野でのベンチャー企業コンサルティング、日米企業の提携戦略立案・実行サポートに従事。
- 2000年 リアルコム株式会社創業。
- 2006年 REALCOM TECHNOLOGY, INC.設立。CEOに就任。
- 2007年 リアルコム株式会社を東証マザーズにIPOさせる。
- 2012年 リアルコム株式会社代表取締役CEOを退任。
- 2013年 テネクス株式会社 (TENEX, Inc.) を設立。代表取締役社長就任。
- 2017年 株式会社グローカリンクカタライザーに就任[1]。

## 主要記事
- タイプ 2007年2月号 p.38 『経営トップから学ぶ「ベンチャー企業でのキャリアプランニング』
- 日経ビジネス オンライン 2006年7月10日 『社長の本棚－谷本肇リアルコム社長～「経営書を早読みするコツ、教えます」』
- CNET Japan 2006年6月27日 『「情報共有はボトムアップで」--企業におけるWeb 2.0のあるべき姿』